# Remi Prudhomme
Remi Prudhomme é um ex-jogador profissional de futebol americano estadunidense.

## Carreira
Remi Prudhomme foi campeão da Super Bowl IV jogando pelo Kansas City Chiefs.